# Sifaoroasi (Afulu)
Sifaoroasi is een bestuurslaag in het regentschap Nias Utara van de provincie Noord-Sumatra, Indonesië. Sifaoroasi telt 1284 inwoners (volkstelling 2010).